# Веласко Льянос, Сантьяго
Сантьяго Веласко Льянос (исп. Santiago Velasco LLanos; 28 января 1915, Кали — 15 мая 1996, там же) — колумбийский композитор и музыкальный педагог. Племянник композитора Херонимо Веласко.

## Биография
С юных лет занимался музыкой в своей семье (отец композитора также был музыкантом и играл на трубе в городском оркестре). Уже в 12 лет сочинил первую пьесу — вальс для фортепиано; несколько следующих пьес юного композитора были приобретены Теригом Туччи для американской звукозаписывающей корпорации RCA Victor и записаны под псевдонимом автора Пепе дель Мар (исп. Pepe del Mar). В 1933 году Веласко Льянос был среди первого набора студентов открывшейся в Кали консерватории; одновременно с 1937 года он преподавал музыку в одной из городских гимназий и руководил хором рабочих под эгидой департамента образования. Окончив в 1941 году консерваторию, композитор продолжил своё образование на музыкальном факультете Университета Чили у Доминго Санта-Круса и Педро Умберто Альенде. По окончании университета в 1947 году в течение одного года преподавал в нём, а затем вернулся в Колумбию.
В 1950—1953 годах Веласко Льянос возглавлял Национальную консерваторию Боготы, исполняя обязанности профессора композиции и истории музыки. В 1952 году он руководил также комиссией по созданию Симфонического оркестра Колумбии, занимавшейся отбором исполнителей. По инициативе Веласко Льяноса в Колумбию был приглашён эстонский дирижёр Олав Роотс, сыгравший большую роль в становлении национальных музыкальных кадров. В дальнейшем руководил консерваторией в Кали, различными хоровыми коллективами.
Автор Симфонии для струнного оркестра (1966), хоровых и фортепианных сочинений, тяготевших к неоклассицизму.